# Ján Liguš
Ján Liguš (* 2. července 1941, Pstriná) je slovenský protestantský teolog, kazatel a vysokoškolský pedagog, působící převážně v České republice.
V letech 1967–1987 sloužil jako kazatel Církve bratrské.
Vyučuje na Husitské teologické fakultě Univerzity Karlovy a na Evangelikálním teologickém semináři, v minulosti vyučoval též na Pedagogické fakultě Univerzity Mateja Bela v Banské Bystrici. Odborně se zabývá mj. osobou a teologií Dietricha Bonhoeffera.
S manželkou Danielou, roz. Dobešovou, má tři děti.